# M-arte y Cultura Visual
M-arte y Cultura Visual es una revista en línea española de la Asociación Mujeres en las Artes Visuales, MAV, creada el año 2012 por la fundadora de dicha asociación Rocío de la Villa. Esta publicación nace con el objetivo de abordar el arte desde una perspectiva de género.

## Objetivos
La revista M-Arte y Cultura Visual  dirigida por su fundadora Rocío de la Villa, está enfocada bajo un ojo crítico sobre la teoría y la práctica de las artes en el sistema de las artes visuales.  Es un foro-foco crítico para alcanzar la sociedad de la igualdad entre hombres y mujeres, para ello es preciso que se abran nuevas interpretaciones, diversas y compartidas, en la comprensión tolerante de las diferencias. Por eso no es una revista dedicada a difundir únicamente lo que aportan las mujeres al arte, ni está confeccionada solo por autoras ni dirigida exclusivamente a lectoras. Concebida por MAV como un espacio abierto, con la contribución plural de artistas y profesionales especializadas/os. Se habla en ella sobre la actualidad del arte y la gestión del patrimonio artístico sin perder de vista síntomas de la cultura visual en nuestro país y en el panorama internacional, planteando reflexiones y debates de interés para el conjunto de la comunidad de las artes visuales al menos en los países de habla hispana.
La revista se abre con un editorial y consta de diversas secciones comoː Proyectos, Eventos, Teoría, Exposiciones, Patrimonio, Entrevistas, Cultura Visual y Publicaciones. En cada sección se abordan opiniones sobre temas de actualidad en el sistema del arte español relacionados con el género, se realizan entrevistas a artistas, teóricas o instituciones. En el apartado de exposiciones, se destacan aquellas realizadas por mujeres artistas tanto nacionales como internacionales, cubriendo principalmente exposiciones de género. La sección "La Ventana" consta de testimonios grabados en vídeo de mujeres artistas presentando sus trabajos.
Esta revista de la asociación MAV,  junto con la Bienal Miradas de Mujeres y el Foro de debate bienal, forman parte de la actividad de dicha asociación. Ha sido creada no solo para las más de 500 socias de MAV, sino también como una plataforma de género con fines didácticos consultada por diferentes universidades.
De periodicidad bimestral, los números pasados de la revista son descargables en pdf. 
Para conmemorar los 5 años de M-arte y Cultura Visual, se editó en el año 2017 un número especial en papel de 147 páginas con una selección variada de diferentes temas y colaboraciones publicadas en línea a lo largo de estos cinco años.
Inscrita en el registro ː ISSN: 2255-099

#### Consejo editorial
María José Aranzasti, Marisa González, Menene Gras Balaguer, Marian López Fernández Cao, María José Magaña, Maite Méndez Baiges, Isabel Tejeda y Rocío de la Villa.

#### Equipo de redacción
Joana Baygual, Marta Mantecón, Ana Quiroga y Rocío de la Villa.

## Enlaces
http://www.m-arteyculturavisual.com/
https://vimeo.com/revistam

- Datos: Q65166725